# Palaeomerycidae
Palaeomerycidae là danh pháp khoa học của một họ động vật nhai lại có lẽ là tổ tiên của hươu, nai ngày nay, và hươu xạ có thể là đại diện còn sống sót của nhóm này, mặc dù hiện nay chúng vẫn đang được gộp nhóm trong họ có danh pháp khác. Chúng lần đầu tiên xuất hiện trong thời kỳ Tiền Oligocen và biến mất trong thế Pliocen. Phần lớn các loài (hóa thạch) đều không có gạc, mặc dù một số loài muộn hơn đã thấy có các dấu tích của gạc.

## Phân loại
- Climacomeryx
- Amphitragulus
- Dromomerycinae
  - Asiagenes
  - Aletomerycini
    - Sinclairomeryx
    - Aletomeryx

  - Dromomerycini
    - Drepanomeryx
    - Rakomeryx
    - Dromomeryx
    - Subdromomeryx

  - Cranioceratini
    - Barbouromeryx
    - Bouromeryx
    - Procranioceras
    - Cranioceras
    - Pediomeryx
    - Yumaceras
- Palaeomerycinae
  - Palaeomeryx
  - Ampelomeryx
  - Oriomeryx
  - Triceromeryx